# How You Like That
『How You Like That』（ハウ・ユー・ライク・ザット）は、韓国のガールズグループBLACKPINKのプレリリースシングルである。1stフルアルバム「THE ALBUM」の先行公開曲としてリリースされた。2020年6月26日に音楽配信、2020年7月17日にはCDとしてSPECIAL EDITIONがYG PLUS、YGエンターテインメント、インタースコープ・レコードによってリリースされた。

## 概要
タイトル曲は「How You Like That」である。英語で「どんな気分？」や皮肉を込め「これで参った？」等を意味している。
SPECIAL EDITIONは1形態のみでの発売で、インストゥルメンタルバージョンを含めた2曲が収録されている。
2ndミニアルバム「KILL THIS LOVE」以来1年2ヶ月ぶりの新曲のリリースとなった。Kstyleはタイトル曲の「How You Like That」を、「個性とカリスマ溢れるサウンドが引き立つヒップホップチューン」と表現した。曲について、メンバーのジスは「大げさに聞こえるかもしれないが、今回の歌を通して肯定的で希望的なメッセージを送りたかった。何か暗い状況や厳しい状況に屈することなく再び立ち直れる力、自信を失わない気持ちを込めて歌おうと努力した」と述べている。

## 背景とリリース
2020年5月18日にYGエンターテインメントより、1stフルアルバム「THE ALBUM」を制作していることを発表し、その先行公開曲として6月にリリースすることが発表された。6月10日に予告ポスターを公開し、6月26日にリリースすることを発表した。6月24日にはミュージックビデオのティーザー映像が公開された。6月26日（現地時間）、アメリカNBC「ザ・トゥナイト・ショー・スターリング・ジミー・ファロン」でタイトル曲「How You Like That」を初披露した。

## ミュージックビデオ
前作の「Kill This Love」に引き続き、ソ・ヒョンスンにより制作された。
2020年6月26日の18時（韓国時間）に公開されたミュージックビデオは、半日で5700万回を突破した。前作は、半日で3000万回を突破したため、今作では約2倍近い数値で新記録を達成した。
24時間で8630万回再生を突破し、6月28日午前2時23分頃、公開から約32時間後には1億回再生を突破した。これは「最も早く1億回再生超えたYouTube動画」としてギネス世界記録を打ち立てた。他にも、「24時間で最も多く視聴されたYouTubeのミュージックビデオ」「24時間で最も多く視聴されたK-POPグループのミュージックビデオ」も公式記録となった。さらに「How You Like That」の公開と共にYouTubeのプレミア公開の同時アクセス数が166万人を記録して、「プレミア公開で最も視聴数が多いYouTube動画」と「プレミア公開で最も視聴数が多いYouTubeのミュージックビデオ」という全5つがギネス世界記録に認定された。これまでにデビュー曲からすべてのミュージックビデオが1億回再生を突破している。

## 収録曲
音楽配信
| #         | タイトル              | 作詞              | 作曲           | 編曲      | 時間 |
| --------- | --------------------- | ----------------- | -------------- | --------- | ---- |
| 1.        | 「How You Like That」 | TEDDY Danny Chung | TEDDY R.Tee 24 | R.Tee 24  | 3:01 |
| 合計時間: | 合計時間:             | 合計時間:         | 合計時間:      | 合計時間: | 3:01 |

SPECIAL EDITION
| #         | タイトル                     | 作詞              | 作曲           | 編曲      | 時間 |
| --------- | ---------------------------- | ----------------- | -------------- | --------- | ---- |
| 1.        | 「How You Like That」        | TEDDY Danny Chung | TEDDY R.Tee 24 | R.Tee 24  | 3:03 |
| 2.        | 「How You Like That」(Inst.) |                   | TEDDY R.Tee 24 | R.Tee 24  | 3:02 |
| 合計時間: | 合計時間:                    | 合計時間:         | 合計時間:      | 合計時間: | 6:05 |

## チャート成績
韓国
- 30日（韓国時間）の8時、MelOn・ジニー、バグス、ソリバダなど韓国の主要音楽ランキングで1位を獲得した[24]。
- SPECIAL EDITIONはガオンチャートにおいて、アルバム週間チャート最高順位1位を獲得し、アルバム月間チャート2位で299,640枚売り上げた[2]。
- 音楽番組では7月5・12・19日放送「SBS人気歌謡」[25][26][27]、7月8・15・29日放送「SHOW CHAMPION」[28][29][30]、7月9・16日放送「M COUNTDOWN」[31][32]、7月10・31日放送「ミュージックバンク」[33][34]、7月11・18・25日放送「ショー!音楽中心」[35][36][37]で1位を獲得し、全13冠獲得となった。

全世界
- アメリカを含む64ヶ国のiTunesソングチャートで1位になり、K-POPガールズグループの中で最高記録を打ち立てた[38]。
- Spotify「グローバルTOP50チャート」で2位を記録した。前作「Kill This Love」の5位を超える記録であり、歴代のK-POP最高記録を更新した[39]。

## リリース歴
| 地域         | 日付          | 規格     | 販売                                              |
| ------------ | ------------- | -------- | ------------------------------------------------- |
| 韓国、全世界 | 2020年6月26日 | 音楽配信 | YGエンターテインメント インタースコープ・レコード |
| 韓国、全世界 | 2020年7月17日 | CD       | YG PLUS                                           |